# Lollands Østerborg
Lollands Østerborg er en af tre tilflugtsborge fra jernalderen på Lolland og Falster. Det antages at borgene skulle beskytte befolkningen i tilfælde af angreb fra syd og øst over Østersøen.
Mens borgen på Falster har været kendt og anerkendt længe, var det først i 1928 at redaktør af Nakskov Tidende C.C. Haugner (der også var lokalhistoriker, manden bag oprettelsen af Reventlow-museet på Pederstrup og politiker) fremlagde den ide, at der lå resterne af en tilflugtsborg på Midtlolland, og at der sandsynligvis også måtte findes en borg på Vestlolland. Han identificerede dele af et voldforløb mellem Hejrede Sø og Røgbølle Sø og et tilsvarende vest for Søholt mellem Maribo Søndersø og Røgbølle Sø. Søerne mod nord og syd afgrænser sammen med voldene mod øst og vest det meget store areal, der udgør tilflugtsborgen.
Den del af den østre vold, som stadig er intakt, ligger i Kårup Vænge, en skov syd for Hejrede Sø på grænsen mellem Musse Herred og Fuglse Herred. Denne vold blev undersøgt i 1944, men en større opmærksomhed om voldene blev først skabt efter omtaler i tidsskriftet Skalk i 1992 og 1993 af Harald Andersen og Sven Thorsen. I 1995 blev der foretaget nye undersøgelser på stedet, og det viste sig at Haugner havde ret. De undersøgte volde er samtidige og menes anlagt omkring år 550 e. Kr.

## Galleri
- Voldene set fra stien gennem området
- Voldene set fra stien gennem området